# Astro (álbum)
Astro es el primer álbum de larga duración (después del EP Le disc de Astrou) de la banda independiente chilena Astro lanzado el 2011.
Este disco fue elegido por la National Public Radio entre los 50 discos de 2012.

## Lista de canciones
- Todos los temas escritos por Andrés Nusser, excepto donde se indica:

1. Ciervos
2. Coco
3. Colombo
4. Druida de las nubes
5. Panda
6. Miu-Miu
7. Manglares
8. Mira, está nevando en las pirámides
9. Volteretas
10. Pepa
11. Nueces de Bangladesh
12. Miu-Miu reaparece

## Personal
Astro
- Andrés Nusser: voz, guitarra.
- Octavio Caviares: batería
- Lego Moustache: teclados y percusión.
- Zeta Moustache: teclados y bajo.

Producción
- Andrés Nusser: productor, grabación y mezclas.
- Chalo González: mezclas y masterización.
- Cristóbal Carvajal: grabación.
- Ignacio Soto: grabación.